# Petrovskij (Oblast' di Ivanovo)
Petrovskij è una cittadina della Russia europea centrale, situata nella oblast' di Ivanovo; appartiene amministrativamente al rajon Gavrilovo-Posadskij.